# هوشنگ گلمکانی
هوشنگ گلمکانی (زادهٔ ۳ اردیبهشت ۱۳۳۳) منتقد ایرانی است. او فارغ‌التحصیل رشتهٔ سینما و تلویزیون از دانشکدهٔ هنرهای دراماتیک است. وی رییس شورای سیاست‌گذاری،  سردبیر، مدیر مسئول و صاحب امتیاز ماهنامهٔ فیلم امروز است.

## فیلم‌شناسی

### کارگردان
- آهو (۱۳۹۹)
- گنگ خوابدیده (۱۳۷۴)

### نویسنده
- آهو (۱۳۹۹)

## جوایز
- منتقد برتر، بنیاد روزنامه‌نگاران ۲۰۰۸[۳]